# Autographa nigroviolacea
Autographa nigroviolacea är en fjärilsart som beskrevs av Rudolf Rangnow 1935. Autographa nigroviolacea ingår i släktet Autographa och familjen nattflyn. Inga underarter finns listade i Catalogue of Life.